# Carlos Múgica y Pérez
Carlos Múgica y Pérez (1821-1892) fue un pintor, dibujante e ilustrador español.

## Biografía

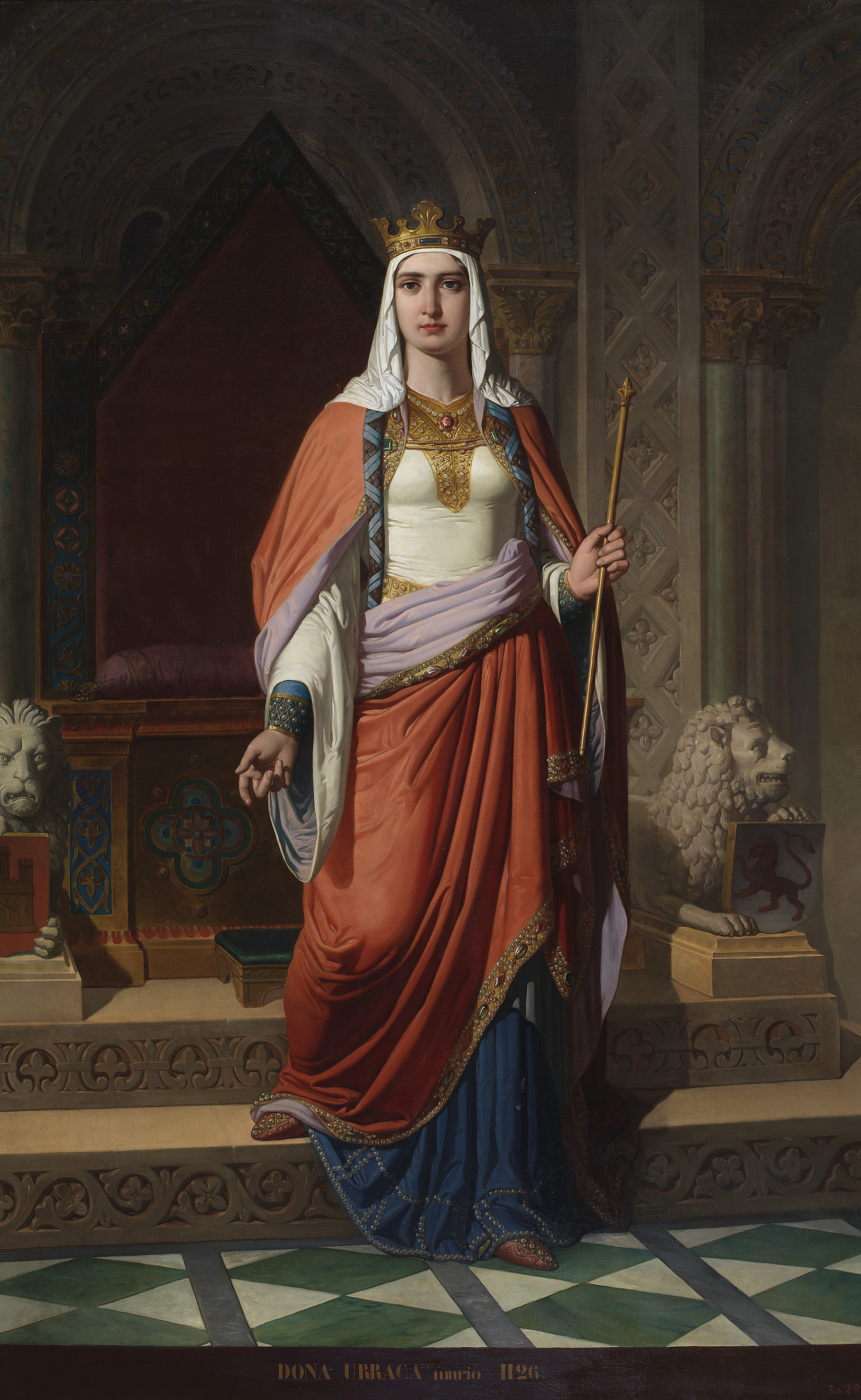
Urraca I, reina de León, en el Museo del Prado.

Nacido en la localidad de Villanueva de Cameros, provincia de Logroño, en 1821, tendría como maestro a Inocencio Borghini. Fue nombrado en 1868 profesor de los estudios elementales dependientes de la Academia de San Fernando de Madrid. Anteriormente había completado en Roma su educación artística. Presentó diferentes obras, al óleo, en exposiciones anuales de dicha academia, habiendo hecho notar en la de 1845 su lienzo de Una aldeana en la fuente y en la de 1851 un retrato del general Lersundi, de medio cuerpo. También fueron de su mano los retratos de Doña Urraca de León y Castilla y Don Fernando II, de la serie cronológica de los reyes de España.
Dedicado más especialmente al dibujo de láminas, firmó un gran número de ellas para publicaciones periódicas como Museo de las Familias, La Ilustración, El Siglo Pintoresco, Semanario Pintoresco Español, La Ilustración de Madrid o La Niñez. Ilustró igualmente obras como Historia de la Marina Real Española, Historia de Madrid de Amador de los Ríos, Álbum de la guerra de África, Fábulas de Miguel Agustín Príncipe, Historia de Inglaterra, Iconografía española de Valentín Carderera, Viaje de SS. MM. á Asturias y León, Historia de la Santísima Virgen, El pabellón español, Historia y origen de las principales imágenes de la Virgen, Estado Mayor del ejército, Historia de las armas de infantería y caballería; y novelas como El Gran Capitán, El corazón de un bandido, La esclava de su deber, Felipe V el Animoso, La envidia, La buena madre, Juan de Padilla, La viuda de Padilla, Graziella, El excomulgado, El trovador, Los mohicanos de París, El mártir del Golgotha, El dos de mayo, El collar del diablo, El dedo de dios, El abismo y el valle, Ana Bolena, Rienzi o el último tribuno, Los ángeles de la tierra, entre otras.
Nombrado profesor en 1864 de la infanta María Isabel de Borbón,[sic] entre sus discípulos se encontró Salustiano Asenjo, además de nombres como los de Francés, Herrer, Bushell, Flores y Franch. Falleció el 26 de octubre de 1892.